# 阿赫 (姓)
阿赫，德国德語姓氏。此姓氏来自德国地名阿赫河。以下知名人物使用此姓氏：
- 汉斯·金特·阿赫（1919年10月2日-1999年12月4日），德国植物学家。
- 赫布·阿赫（1923年3月24日-1985年10月13日），美国画家和作家。